# Vielblättrige Lupine
Die Vielblättrige Lupine (Lupinus polyphyllus), auch Stauden-Lupine genannt, ist eine Pflanzenart aus der Gattung der Lupinen (Lupinus), die zur Unterfamilie der Schmetterlingsblütler (Faboideae) innerhalb der Familie Hülsenfrüchtler (Fabaceae) gehört.

## Beschreibung

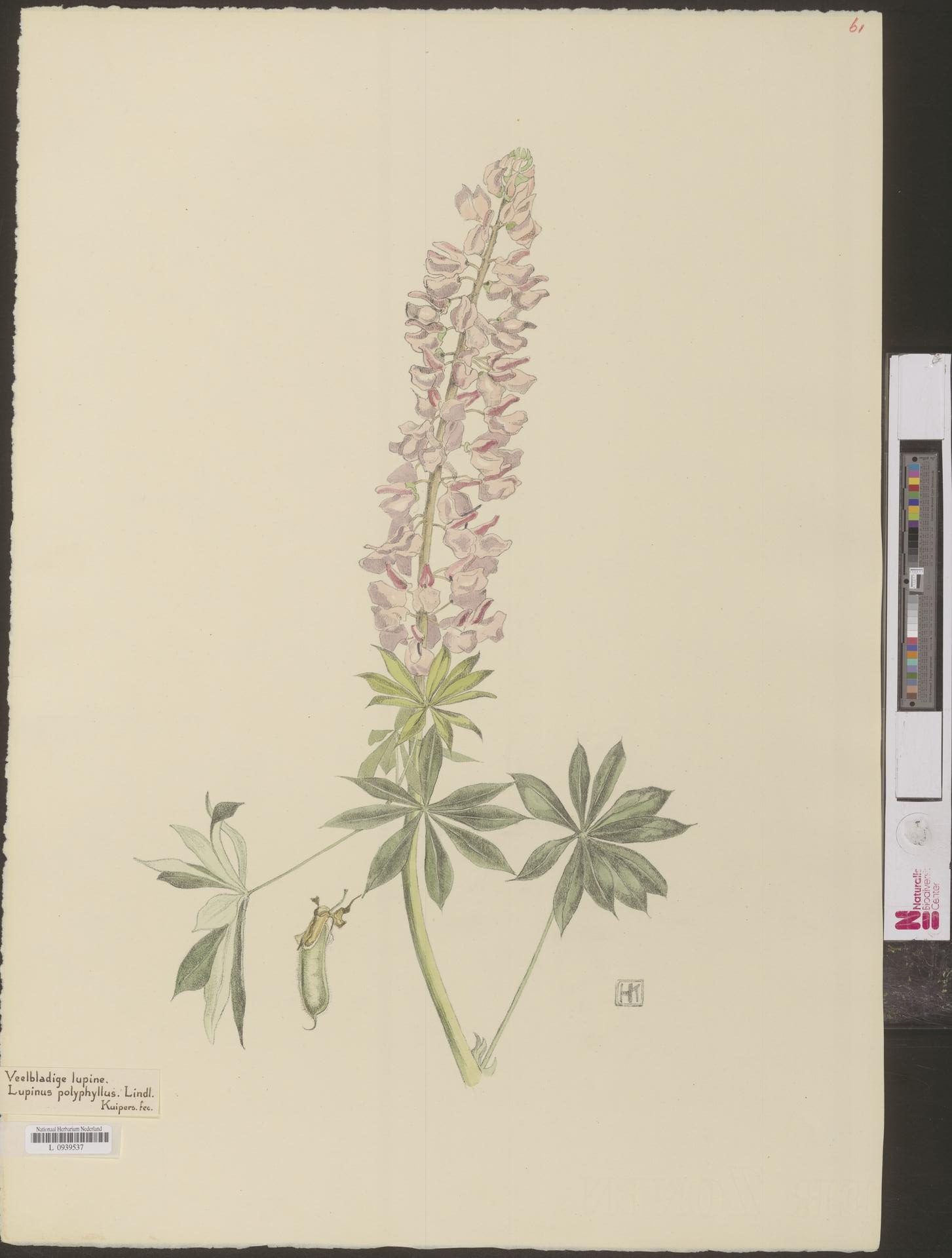
Illustration

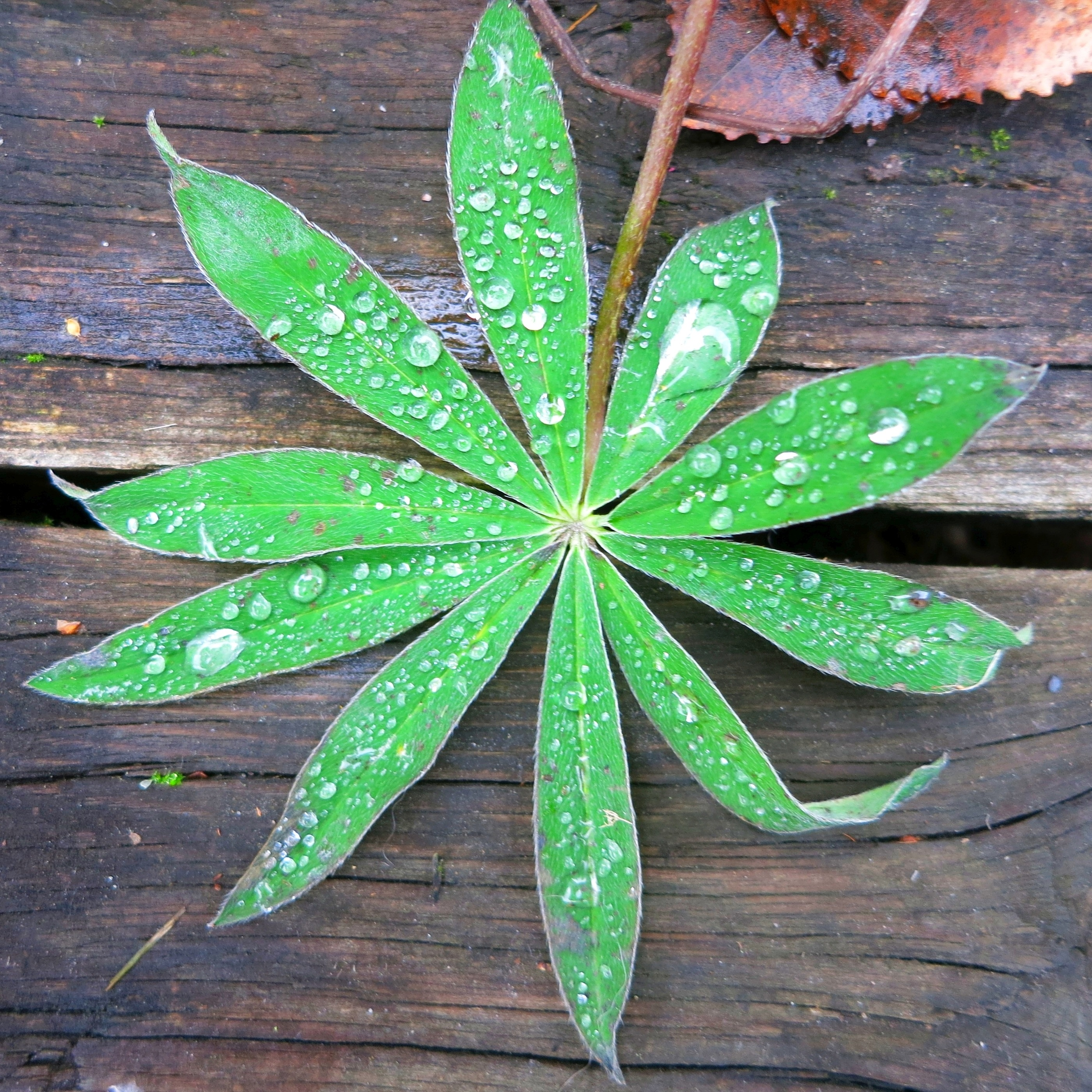
Gestieltes, gefingertes Laubblatt

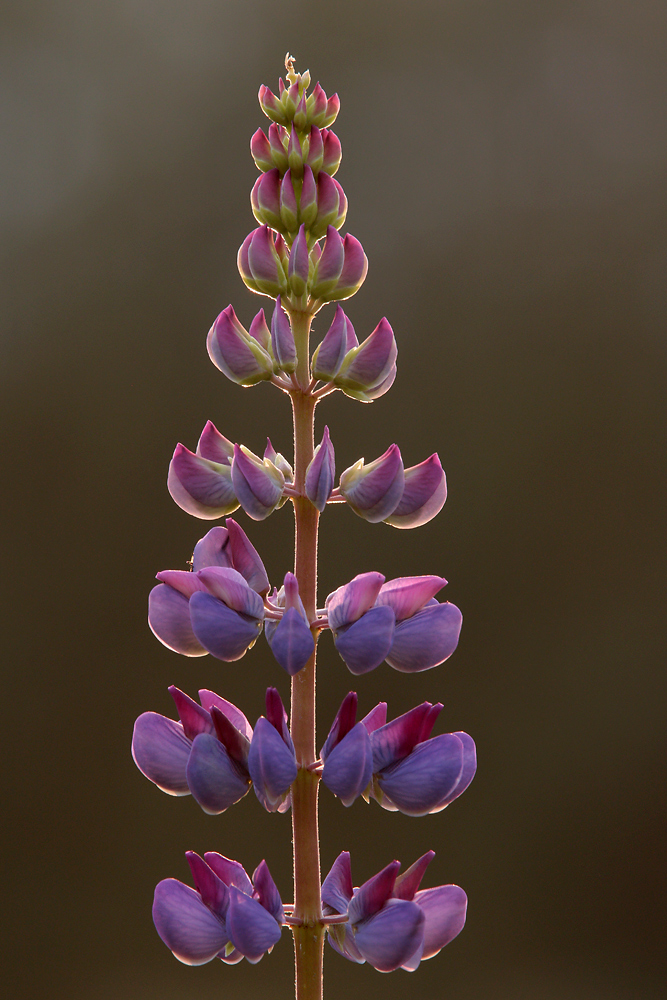
Ausschnitt eines Blütenstandes mit zygomorphen Blüten im Detail

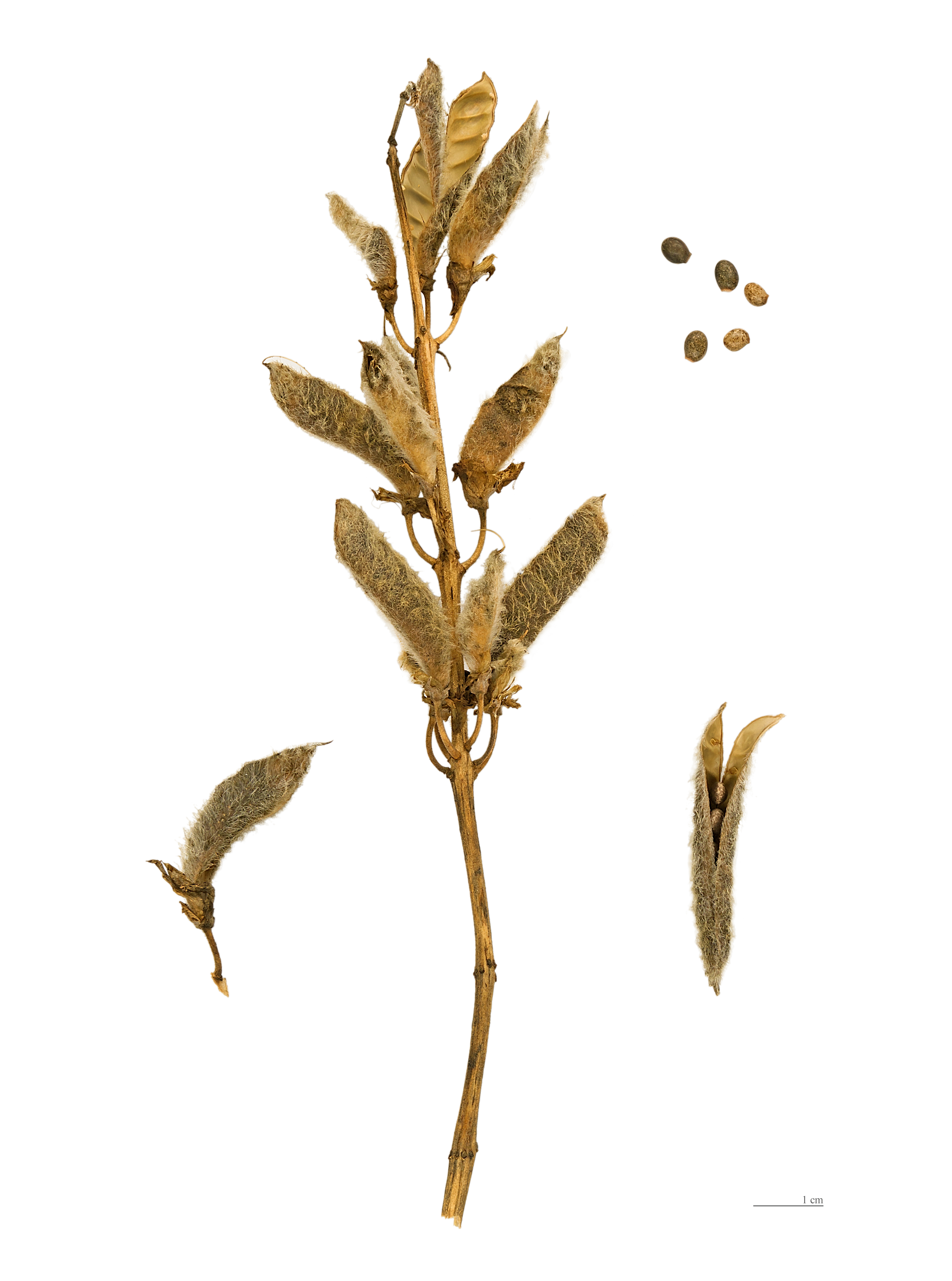
Hülsenfrüchte und Samen

### Vegetative Merkmale
Die Vielblättrige Lupine ist eine aufrechte, ausdauernde, krautige Pflanze, die Wuchshöhen von 60 bis 150 Zentimeter erreicht. Es werden Rhizome als Überdauerungsorgane gebildet. Die Pflanzen sind meist nicht verzweigt.
Die wechselständig angeordneten Laubblätter sind in Blattstiel und Blattspreite gegliedert. Die gefingerten Blattspreiten bestehen aus 9 bis 17 Blättchen. Die Blättchen sind bei einer Länge von 3 bis 15 Zentimetern lanzettlich-spitz. Die Nebenblätter sind mit den Blattstielen verwachsen.

### Generative Merkmale
Die Blüten erscheinen in der Regel ab dem zweiten Standjahr. Die Blütezeit ist Ende Mai bis Anfang August. Der endständige, aufrechte, traubige Blütenstand ist bis zu 50 Zentimeter lang und enthält 50 bis 80 Blüten. 
Die zwittrigen Blüten sind zygomorph und fünfzählig mit doppelter Blütenhülle. Die Naturform hat blaue, selten weiße Kronblätter. Die fünf Blütenkronblätter stehen in der typischen Form der Schmetterlingsblüte zusammen mit Schiffchen, Flügel und Fahne. Die Fahne ist etwas kürzer als die Flügel. Es sind zwei Kreise mit je fünf Staubblättern vorhanden. Es ist nur ein Fruchtblatt vorhanden.
Die behaarte, abgeflachte, gekrümmte Hülsenfrucht ist 2,5 bis 6 Zentimeter lang und enthält vier bis zwölf Samen. Die bei einer Länge von 3 bis 5 Millimetern kugeligen Samen sind gräulich mit dunklen Flecken.
Die Chromosomenzahl beträgt 2n = 48.

## Ökologie

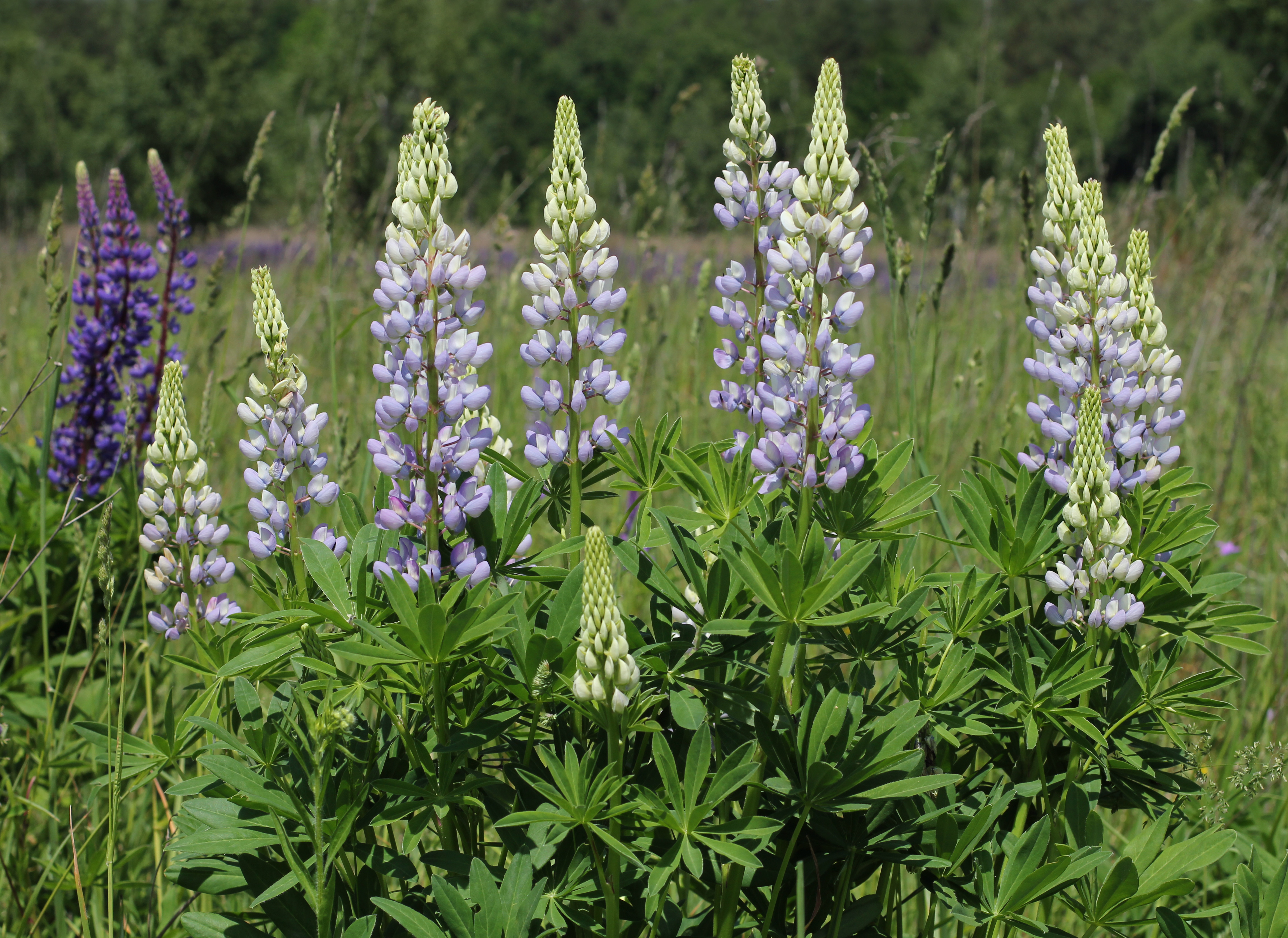
Vielblättrige Lupine ist eine invasive Art, hier in der Ukraine

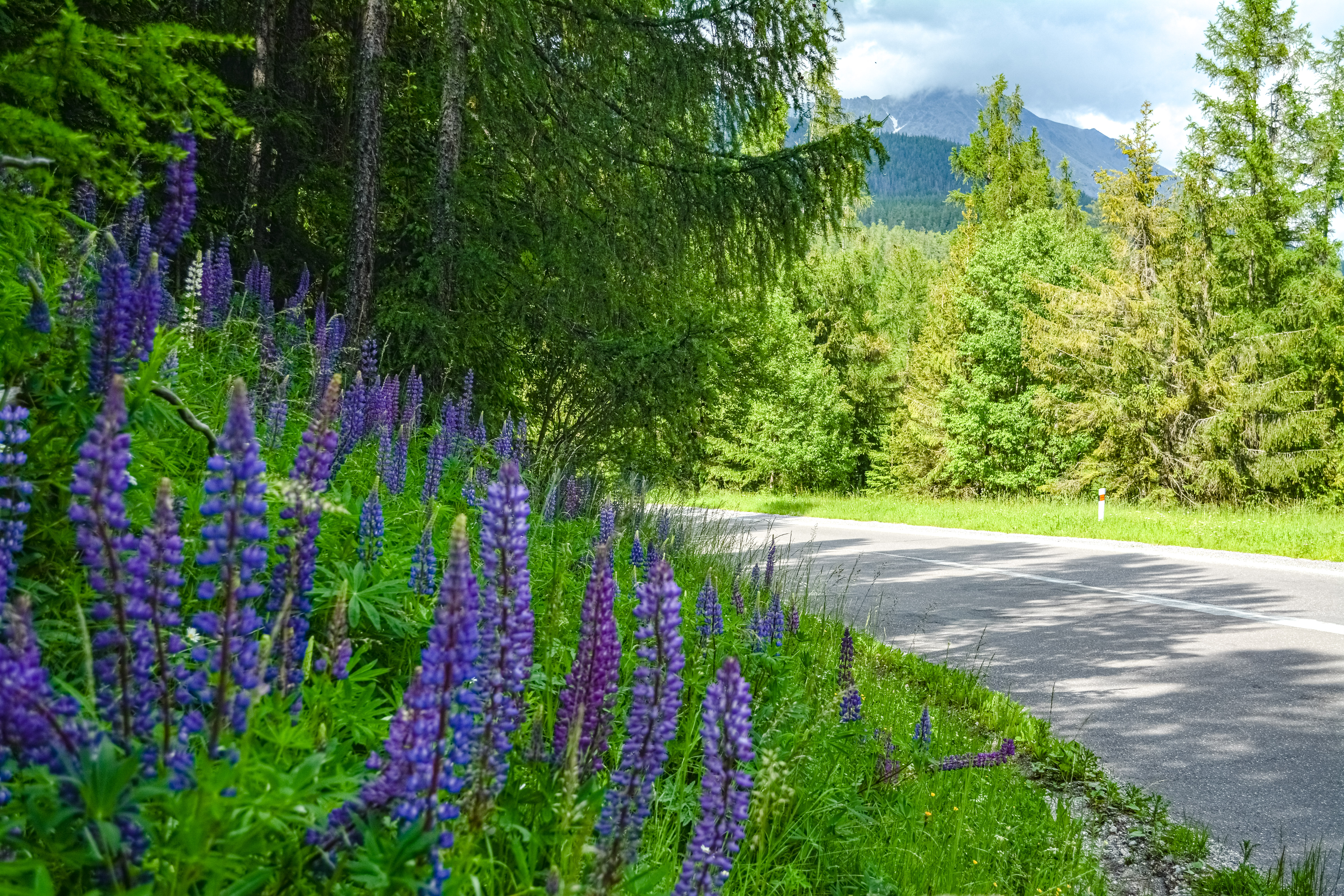
Vielblättrige Lupine wächst bei der Freiheitstraße in der Hohen Tatra

Die Vielblättrige Lupine ist ein ausdauernder Hemikryptophyt. Vegetative Vermehrung erfolgt durch unterirdische Ausläufer.

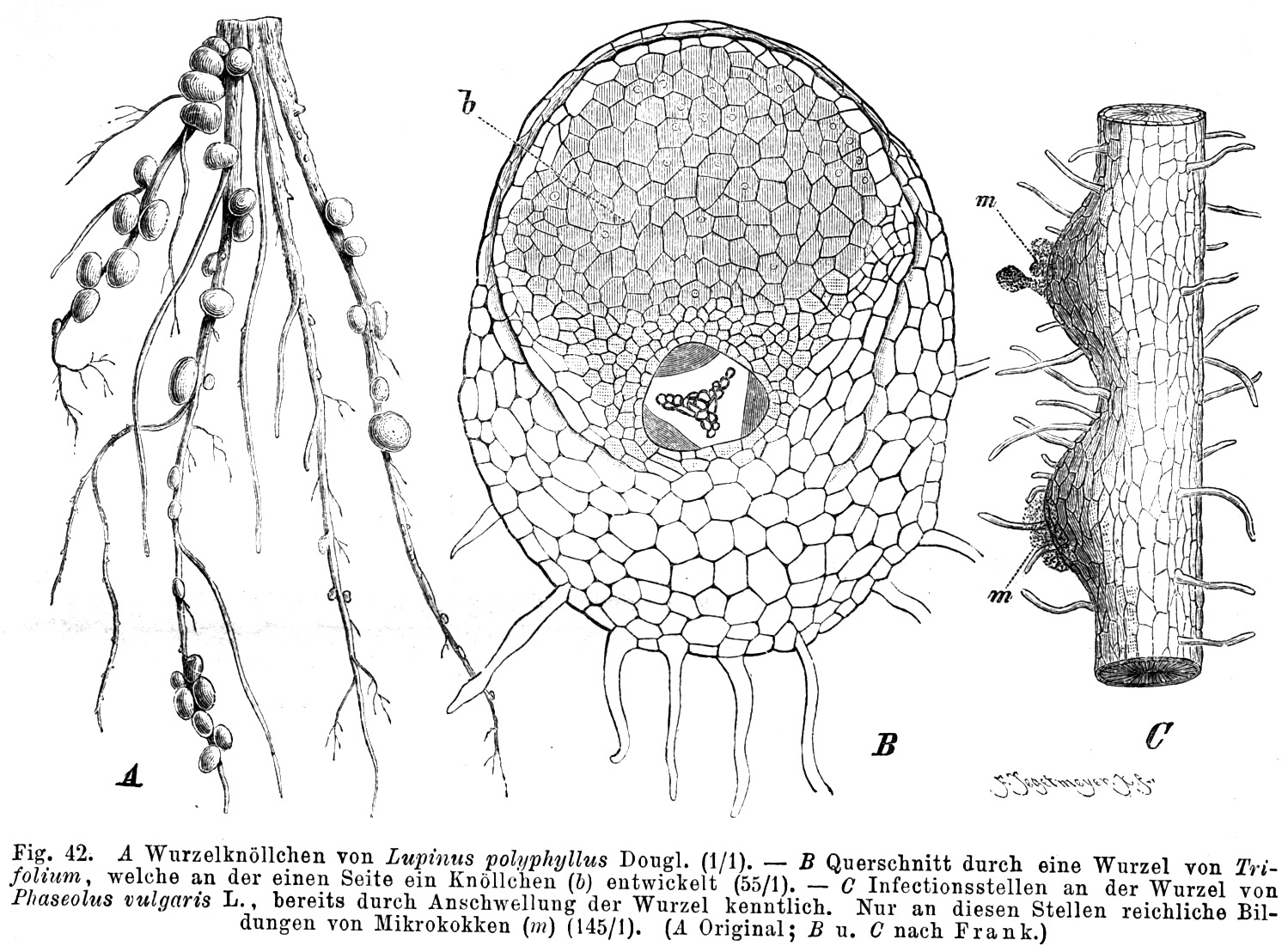
Wurzelknöllchen an Lupinus polyphyllus

Sie ist ein Rohbodenpionier und Stickstoffsammler durch relativ große Wurzelknöllchen mit symbiontischen Bakterien der Gattung Rhizobium, die besonders viel Luftstickstoff binden können. Diese im Boden frei lebenden, dort aber keinen Stickstoff bindenden, Bakterien dringen über die Wurzelhaare in die Wurzelrinde der Pflanze ein. Angelockt werden sie durch spezielle von den Wurzeln abgeschiedene Signalproteine. Die Bakterien reagieren darauf mit der Ausschüttung von Lipo-Oligosacchariden, die als „Nodulationsfaktoren“  bezeichnet werden. Diese führen wiederum zu Reaktionen in der Wirtspflanze. Die Wurzelhaare krümmen sich ein und drücken die Bakterien gegen die Zellwand, die daraufhin das zum Eintritt notwendige Pektin lösende Enzym Polygalacturonase ausscheidet und auch reichlich Zellteilungen der Rindenzellen auslöst, die schließlich zur Bildung von Gallen, den „Knöllchen“ führen. Die Knöllchenzellen erreichen gegenüber normalen Zellen ein bis 80-mal größeres Volumen. Notwendigerweise sind sie hochgradig polyploid und besitzen einen bis 64-fachen Chromosomensatz. In ihnen vermehren sich jetzt die Knöllchenbakterien und wandeln sich schließlich zu sogenannten Bakterioiden um. Man hat bis zu 80 000 Bakterioide geschätzt. Die Wirtspflanze liefert bis über die Hälfte ihrer hergestellte Kohlenhydrate an die Bakterien ab und bezieht dafür umgekehrt von den Bakterioiden organische Stickstoffverbindungen. Zum Schluss werden die Mikroben fast alle aufgelöst, und ganz zuletzt sterben auch die Knöllchen selbst ab. Danach aber verbleiben im Boden immer noch genügend Bakterien für eine neuerliche Infektion der Wirtspflanzen. Insgesamt haben beide Partner – durch zeitlich begrenzte Symbiose – einen großen Nutzen voneinander.
Blütenökologisch handelt es bei der Vielblättrigen Lupine um vormännliche „Pollen-Schmetterlingsblumen mit Pumpmechanismus“. Der Pumpmechanismus wird ausgelöst durch Herabdrücken des Schiffchens beim Aufsitzen schwerer Insekten. Bei den jüngeren Blüten quillt der ockerfarbene Pollen aus der Schiffchenspitze, bei den älteren erscheint der Griffel mit dem Narbenköpfchen. Da die Blüte keinen Nektar darbietet, muss auch keine Nektarlücke frei bleiben, das heißt, alle zehn Staubblätter im unteren Teil sind zu einer Röhre verwachsen. Die Staubblätter stehen in zwei Reihen; die längeren entleeren sich in der Blütenknospe, die kürzeren wachsen weiter und wirken wie Kolben, indem sie bei Druck auf das Schiffchen den Pollen nach außen pressen. Die Bestäubung erfolgt durch Hummeln und verwandte Bienen-Arten. Selbstbestäubung wird durch einen Haarkranz an der Narbenbasis verhindert.
Die Fruchtklappen der Hülsenfrüchte reißen beim Austrocknen explosionsartig auf, rollen sich aufgrund der Zugspannung durch überkreuzte Zellulosebänder spiralig ein und schleudern die Samen mit großer Kraft über mehrere Meter fort (Austrocknungsstreuer). Die kugeligen Samen breiten sich auch als Bodenroller aus. Sie sind Dunkelkeimer und Kältekeimer. Durch feste Schale und Reservestoffe der Keimblätter sind sie über 50 Jahre keimfähig. Fruchtreife ist von Juli bis Oktober.
Die Vielblättrige Lupine ist vom Bundesamt für Naturschutz als invasive Art bewertet worden.

## Verbreitung
Das ursprüngliche Verbreitungsgebiet von Lupinus polyphyllus ist das pazifische Nordamerika von British Columbia bis Kalifornien. Dort wächst sie auf ozeanisch geprägten Bergwiesen bis in Höhenlagen von 2900 Metern. Das Vorkommen wurde durch den Menschen auf viele Teile Nordamerikas ausgedehnt.
Die Vielblättrige Lupine wurde 1826 nach England eingeführt und wurde durch Züchtungen in den gemäßigten Breiten zu einer weit verbreiteten Gartenpflanze. Sie wird heute in zahlreichen Farbvarianten kultiviert. Sie neigt auch zum Verwildern – erstmals für Deutschland 1890 in Bayern nachgewiesen. Sie ist die häufigste Lupinenart Mitteleuropas. Diese neophytische (= gebietsfremde) Pflanze wächst abgesehen von Gärten bevorzugt an Böschungen von Straßen und Eisenbahnen, an Waldrändern und auf Lichtungen. Diese Art gehört heute zu den 15 häufigsten Neophyten in Deutschland. In den Allgäuer Alpen steigt sie in Bayern westlich Obermaiselstein zwischen der Oberen Mittelbergalpe und der Riedbergstraße bis zu einer Höhenlage von 1350 Metern auf.
Die Pflanze wurde aufgrund ihres Ausbreitungspotenzials und der Schäden in den Bereichen Biodiversität, Gesundheit bzw. Ökonomie in die Schwarze Liste der invasiven Neophyten der Schweiz aufgenommen.
Die Vielblättrige Lupine gedeiht in der Schweiz in den Gesellschaften des Verbands Kalkarme Schlagflur (Epilobion angustifolii).
Die ökologischen Zeigerwerte nach Landolt et al. 2010 sind in der Schweiz: Feuchtezahl F = 3 (mäßig feucht), Lichtzahl L = 3 (halbschattig), Reaktionszahl R = 2 (sauer), Temperaturzahl T = 3 (montan), Nährstoffzahl N = 3 (mäßig nährstoffarm bis mäßig nährstoffreich), Kontinentalitätszahl K = 2 (subozeanisch).

## Systematik
Die Erstveröffentlichung von Lupinus polyphyllus erfolgte durch John Lindley 1827 in Botanical Register Band 13 Tafel 1096. Lupinus polyphyllus gehört zur Untergattung Platycarpos in der Gattung Lupinus.

## Toxikologie
Vielblättrige Lupinen sind giftig durch Chinolizidin-Alkaloide (Lupinin, Hydroxilupinan), besonders die Samen, wohingegen die Samen der Süßlupinen (gezüchtet um 1920) nur noch einen Alkaloidgehalt von 0,02–0,05 % statt 5 % enthalten.

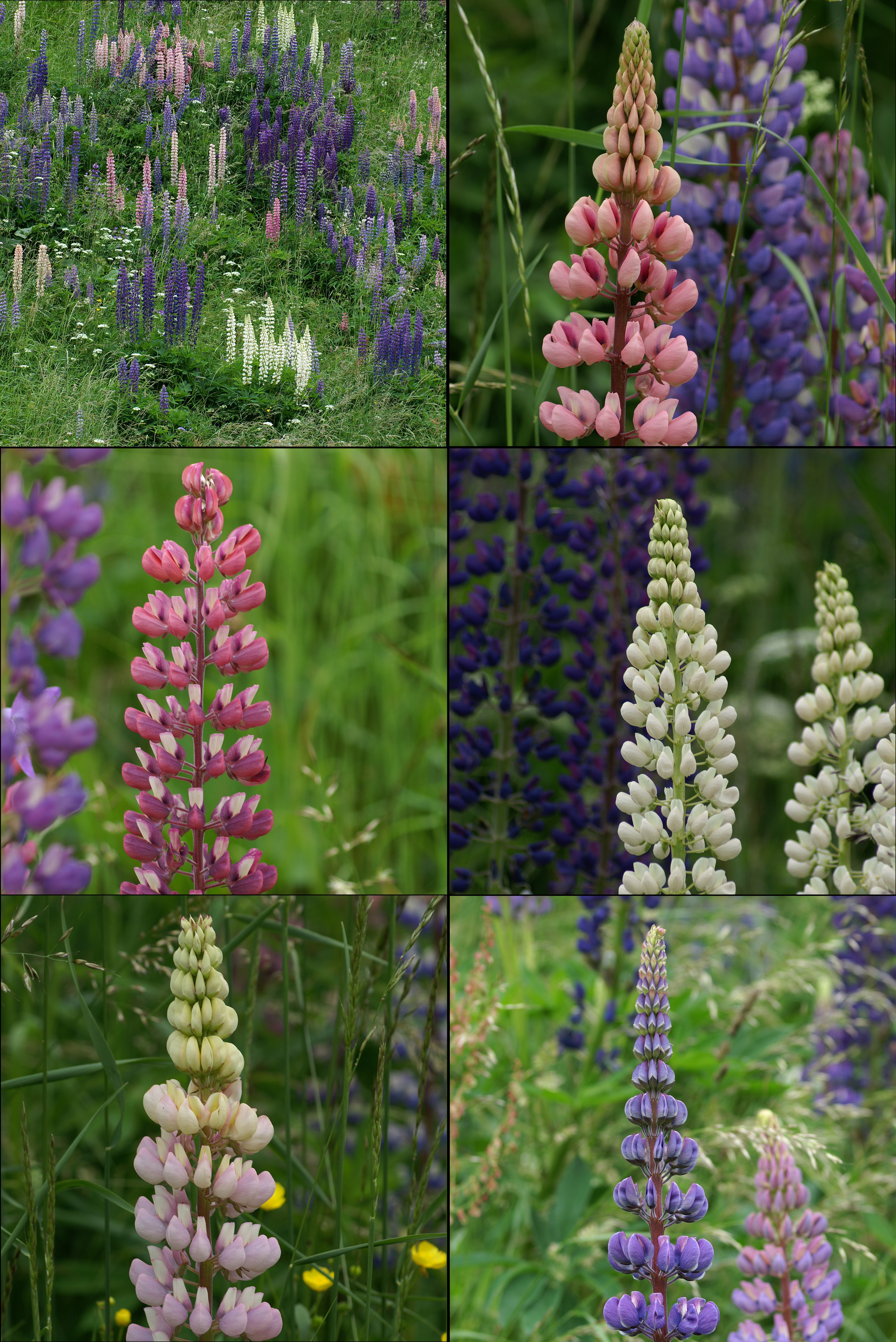
Blütenstände mit Blüten in vielen Farben

## Verwendung
Da sie durch die Knöllchenbakterien Stickstoffsammler sind, werden Kulturformen als Gründünger verwendet.
Es werden auch viele Lupinen als Zierpflanzen und zur Böschungsbefestigung ausgesät. Ein drastisches Beispiel für mangelnde ökologische Einsicht ist die Aussaat von Lupinen an Autobahn-Böschungen. Die vom Wild gern als Futterpflanze angenommenen Lupinen führen zu häufigem Wildwechsel und damit zu zahlreichen Wildunfällen.

### Hybriden
Es gibt eine Reihe von Züchtungslinien (Auswahl): ‘Russels-Hybriden’, ‘Gallery’, ‘Minarette’ und von Einzelsorten (zufällige Auswahl): ‘Kronleuchter’, ‘Mein Schloss’, ‘Edelknabe’, ‘Schloßfrau’, ‘Fräulein’, ‘Schatzalp’, ‘Kastellan’